# Памятник Ярославу Мудрому (Киев)
Памятник Ярославу Мудрому — памятник великому князю Киевскому Ярославу Мудрому, расположенный в Киеве рядом с Золотыми воротами. Автор памятника — скульптор Иван Кавалеридзе.
Кроме памятника у Золотых ворот его макет установлен в Киеве на Андреевском спуске у д. 21 (вблизи Дома-музея скульптора). И. Кавалеридзе не предусматривал реализацию данного монумента в металле, а также представлял его как маленькую статуэтку («Ярослав Мудрый с макетом Софии Киевской», 1949 год) .
Монумент был воздвигнут в 1997 году (ко Дню Киева) и был изготовлен очень быстро, без предоставления авторам надлежавшего времени для обдумывания градостроительных и художественных аспектов. Памятник сделан из бронзы и установлен на гранитном постаменте. Сам постамент возвышается на специализированной земляной насыпи. По правую сторону от монумента есть валун, на котором на древнерусском языке высечено имя князя.
Скульпторами реализации данного памятника по проекту Ивана Кавалеридзе являются Виталий Сивко, Николай Билык, Алексей Редько и Владимир Чепелик, архитекторы Руслан Кухаренко и Юрий Лосицкий.
На тыльной части монумента были оставлены три отпечатка скульпторами В. Сивко, Н. Билык и А. Редько.